# FK LNZ Tsjerkasy
FK LNZ Tsjerkasy (Oekraïens: Футбольний клуб «ЛНЗ» Черкаси), kortweg LNZ genoemd, is een Oekraïense professionele voetbalclub uit Tsjerkasy, die werd opgericht in 2006. De club is eigendom van de LNZ Group, waardoor de naam van het bedrijf is opgenomen in de clubnaam.
In het seizoen 2023-24 komt de club voor de allereerste keer in haar geschiedenis uit in de Premjer Liha, de hoogste voetbalcompetitie in Oekraïne.

## Historie

### Oprichting
De club werd in 2006 opgericht door Dmytro Kravchenko, de CEO van de hoofdsponsor LNZ Groep. Het team startte in de regionale competitie van het oblast Tsjerkasy, waarbij het zijn thuiswedstrijden speelde in het Centrale Stadion in Shpola. Na de oprichting werd Petro Slavinsky aangesteld als hoofdtrainer, die de ploeg leidde tot en met 2011.

### Successen in Oekraïense competities
In 2009 werd door de club het eerste succes behaald, toen zij kampioen werden in de regionale competitie van Tsjerkasy en ook de regionale bekerfinale behaalden. In 2011 werd de club opnieuw kampioen. 
In 2013 veranderde de club zijn naam in LNZ Lebedyn en verhuisde naar het gelijknamige dorp Lebedyn. Door de verhuizing kwam de club ook in een nieuwe competitie te spelen van het te vertegenwoordigen district Shpolyansky. In 2016 en 2017 werd het team opnieuw regionaal kampioen. 
Door hun kampioenschap in 2017 mocht het team debuteren in de Oekraïense Amateur Cup (AAFU Cup), een nationale bekercompetitie voor amateurclubs. In het eerste seizoen wist LNZ meteen de beker te winnen. In het seizoen 2018/19 nam de ploeg voor het eerst deel aan het nationale amateurkampioenschap van Oekraïne, waar het de halve finales bereikte. In datzelfde seizoen debuteerde de club in de Oekraïense beker, waar ze in de eerste ronde meteen voor een verrassing zorgde door het profteam van Polissja Zjytomyr te verslaan na strafschoppen.
In 2020 vroeg de club aan professionele status aan, en om dit kracht bij te zetten werd de clubnaam veranderd naar FK LNZ Tsjerkasy, een verwijzing naar hun nieuwe thuisstad, ook werd er een nieuw logo gepresenteerd. In het seizoen na hun naamswijziging werd voor de tweede keer de Oekraïense Amateur Cup gewonnen, en was het team inmiddels doorgestoten naar de Persja Liha (tweede nationale niveau van Oekraïne).
In het seizoen 2022-23 eindigde LNZ als derde in de Persja Liga, waardoor ze mochten deelnemen aan promotiewedstrijden. LNZ kreeg als tegenstander FK Inhoelets Petrove, en nadat de eerste wedstrijd in 1-1 was geëindigd werd er in het tweede en beslissende duel gewonnen met 2-1. Met de overwinning was LNZ voor het eerst in de clubhistorie (en als eerste club uit Tsjerkasy) gepromoveerd naar de hoogste voetbaldivisie van het Oekraïne, waar het vanaf het seizoen 2023-24 in zal uitkomen.

## Erelijst
- Oekraïense Amateur Cup (AAFU Cup)
  - Winnaar: 2x (2018, 2021)
- Competitie oblast Tsjerkasy
  - Winnaar: 4x (2009, 2011, 2016, 2017)
  - Runner-up: 2x (2007, 2012)
- Beker oblast Tsjerkasy
  - Runner-up: 2x (2009, 2012)

## Seizoensresultaten vanaf 2018
| Seizoen | Competitie           | Niveau | Eindstand | Beker        | Opmerking                                                                                                 |
| ------- | -------------------- | ------ | --------- | ------------ | --- |
| 2018/19 | Amateur Liha Groep 1 | IV     | 1         | 2e ronde     | halve finale promotie play-offs > FK VPK-Ahro Shevchenkivka: 0-2/3-1                                      |
| 2019/20 | Amateur Liha Groep 1 | IV     | 2         | halve finale | halve finale promotie play-offs > FK Epitsentr Kamianets-Podilskyi: 1-4                                   |
| 2020/21 | Amateur Liha Groep 1 | IV     | 2         | 8e finale    | winnaar promotie play-offs > FK Viktoriya Mykolaivka: 2-0; Naamswijziging van LNZ Lebdyn in LNZ Tjerkasy. |
| 2021/22 | Droeha Liha Groep A  | III    | 3         | 8e finale    | Gespeeld tot kwartfinale i.v.m. Russische inval                                                           |
| 2022/23 | Persja Liha          | II     | 3         | --           | Geen bekertoernooi i.v.m. Russische inval; pd-wedstrijden > FK Inhoelets Petrove: 1-1/2-1                 |
| 2023/24 | Premjer Liha         | I      | 7         | 4e ronde     | |
| 2024/25 | Premjer Liha         | I      | 12        | 8e finale    | |
| 2025/26 | Premjer Liha         | I      | .         |              | |

Dynamo Kiev · 
Inhoelets ·
Karpaty Lviv ·
Kolos Kovalivka · 
Kryvbas Kryvy Rih · 
LNZ Tsjerkasy · 
Livyi Bereh ·
Obolon · 
Oleksandrija · 
Polissja Zjytomyr · 
Roech Lviv · 
Sjachtar Donetsk · 
Tsjornomorets Odessa · 
Veres Rivne · 
Vorskla Poltava · 
Zorja Loehansk